# Béatrice Altariba
Béatrice Altariba, nom de scène de Béatrice Altarriba, née le 18 juin 1939 à Paris 1er, est une actrice française.

## Biographie
Elle est la petite-fille du peintre Émile Bernard et la petite-nièce du poète Paul Fort. Elle est mariée avec Alessandro Recchi depuis 1970,
Le succès lui vint avec son petit ami Darry Cowl qui en fit son héroïne « Popeline » du diptyque réalisé par Jack Pinoteau : Le Triporteur (1957) et Robinson et le Triporteur (1959). Entre-temps, ils furent également partenaires notamment dans L'Ami de la famille (1957), Sois belle et tais-toi de Marc Allégret (1958) et Le Petit Prof de Carlo Rim (1959). Dans les années 1960, elle partage sa carrière entre la France et l'Italie. Elle tourne son dernier film en 1969.
En 2017, elle participe au documentaire Bernard Blier, double jeu, de la série Un jour, un destin de Laurent Delahousse.

## Filmographie
- 1956 : Pardonnez nos offenses de Robert Hossein : Sassia
- 1956 : Lorsque l'enfant paraît de Michel Boisrond : Natacha
- 1956 : L'Homme et l'Enfant de Raoul André : Hélène Mercier
- 1956 : Club de femmes de Ralph Habib : Dominique
- 1957 : Les Violents d’Henri Calef : Lisiane Chartrain
- 1957 : L'Ami de la famille de Jack Pinoteau : Sophie
- 1957 : Le Triporteur de Jack Pinoteau : Popeline
- 1958 : Les Misérables de Jean-Paul Le Chanois : Cosette (jeune fille)
- 1958 : Le Temps des œufs durs de Norbert Carbonnaux : Lucie Grandvivier
- 1958 : Sois belle et tais-toi de Marc Allégret : Olga
- 1959 : Le Petit Prof de Carlo Rim : Françoise
- 1960 : Hold-up à Saint-Trop' de Louis Félix
- 1960 : Les Yeux sans visage de Georges Franju : Paulette
- 1959 : Robinson et le Triporteur de Jack Pinoteau : Popeline
- 1960 : Les Pique-assiette de Jean Girault : Laurence
- 1961 : Le Puits aux trois vérités de François Villiers : une invitée au vernissage
- 1961 : À huis clos (A porte chiuse) de Dino Risi : la jeune mariée
- 1961 : Un nommé La Rocca de Jean Becker : Maud
- 1962 : Elle est terrible (La voglia matta) de Luciano Salce : Silvana
- 1962 : Totò diabolique (Totò diabolicus) de Steno : Diana
- 1962 : La Bande Casaroli de Florestano Vancini : la fille au bar
- 1962 : Sept Épées pour le roi (Le sette spade del vendicatore) de Riccardo Freda : Dona Isabela Médina
- 1963 : Duel sur le circuit (The Young Racers) de Roger Corman : Monique
- 1963 : Le Quatrième Mousquetaire (I quattro moschettieri) de Carlo Ludovico Bragaglia : Anne d’Autriche
- 1964 : De l'assassinat considéré comme un des beaux-arts de Maurice Boutel
- 1965 : Les Gorilles de Jean Girault : Sylvie Danlevent
- 1965 : Su e giù de Mino Guerrini, sketch Questione di principio
- 1965 : Agent 3S3, passeport pour l'enfer (Agente 3S3: Passaporto per l'inferno) de Sergio Sollima : Elisa von Sloot
- 1965 : Le Caïd de Champignol de Jean Bastia : Évelyne
- 1966 : Et la femme créa l'amour de Fabien Collin
- 1968 : Caroline chérie de Denys de La Patellière : une femme
- 1968 : La Prisonnière d’Henri-Georges Clouzot : une invitée au vernissage
- 1969 : Une corde, un colt… de Robert Hossein : la femme du saloon